# Караваев, Павел Титович
Павел Титович Караваев (1909 — 1992) — советский партийный деятель, Герой Социалистического Труда.

## Биография
Родился 28 июня (9 июля) 1909 года в с. Алексеевка Куйбышевской области.
Подростком начал работать по найму. В период коллективизации одним из первых вступил в колхоз. Вся дальнейшая трудовая и общественная деятельность связана с советскими, комсомольскими и партийными органами.
С января 1950 года по ноябрь 1959 года — первый секретарь Большеглушицкого райкома КПСС. Он много делал для укрепления экономики, социального переустройства деревни.
Позже работал Первым секретарём Ставропольского райкома партии Самарской области.

## Награды
- Герой Социалистического Труда (1958, за выдающиеся успехи в увеличении производства зерна и других продуктов сельского хозяйства).